# Paramartha
Chân Đế (tiếng Phạn: Paramārtha, Devanagari: परमार्थ; Hán phồn thể: 真諦; Hán giản thể: 真谛; Bính âm: Zhēndì; 499-569) là một nhà sư Ấn Độ đến từ Ujjain, người nổi tiếng với những bản dịch các kinh điển Phật giáo sang Hán văn phong phú trong thời kỳ Lục triều. Ông được biết đến là một trong Tứ đại dịch giả trong lịch sử Phật giáo Trung Quốc (cùng với Kumārajīva và Huyền Trang). Ông cũng được biết đến với nhiều bài luận truyền khẩu về các bản dịch của mình, được các đệ tử của ông ghi chép lại (nay chỉ còn tồn tại ở dạng rời rạc). Một số bản dịch có ảnh hưởng của Paramārtha bao gồm Abhidharmakośa của Vasubandhu, Mahāyānasaṃgraha của  Asaṅga, và Ālambanaparīkṣā & Hastavālaprakaraṇa của Dignāga.
Paramārtha gắn liền với một số học thuyết độc đáo. Theo truyền thống, ông được coi là người đã truyền bá về "Thanh tịnh thức" (amalavijñāna, 阿摩羅識, A-mạt-la thức, còn gọi là Am-ma-la thức, Án-ma-la thức, Vô cấu thức, Như lai thức). Ông cũng được coi là người đưa ra thuyết Bản giác ([本覺]). Paramārtha cũng gắn liền với nhiều tác phẩm khác nhau về Phật tính đã trở nên có ảnh hưởng cực kỳ lớn trong Phật giáo Trung Quốc. Chúng bao gồm Phật tính luận (佛性論) và Đại thừa khởi tín luận (大乘起信論), một tác phẩm quan trọng của Phật giáo Hoa Nghiêm tông và Thiền tông. Tuy nhiên, các học giả hiện đại đã bày tỏ sự nghi ngờ về việc gán Đại thừa khởi tín luận cho Paramārtha (cũng như nhiều văn bản khác), và quan điểm học thuật vẫn còn chia rẽ, thường là do sự khác biệt giữa các danh mục Trung Quốc cổ đại. 
Do những học thuyết của ông tổng hợp tư tưởng Yogacara với các ý tưởng về Phật tính, Paramārtha theo truyền thống được coi là nhân vật chủ chốt của trường phái Nhiếp luận tông (攝論宗), một nhánh tư tưởng Phật giáo lớn trong thế kỷ thứ 6 và thứ 7 và cũng là của một truyền thống lớn của Phật giáo Trung Hoa, trường phái Pháp tính tông (法性宗). Học thuyết Pháp tính tông nhấn mạnh đến "sự tồn tại của một yếu tố thuần khiết và siêu việt trong tâm trí, trong trường hợp đó, sự giải thoát chỉ đơn giản là vấn đề khôi phục lại sự thuần khiết bẩm sinh đó."  Điều này trái ngược với quan điểm của Huyền Trang và trường phái của ông, vốn cho rằng tâm trí không thanh tịnh và phải được chuyển hóa hoàn toàn.

## Tiểu sử

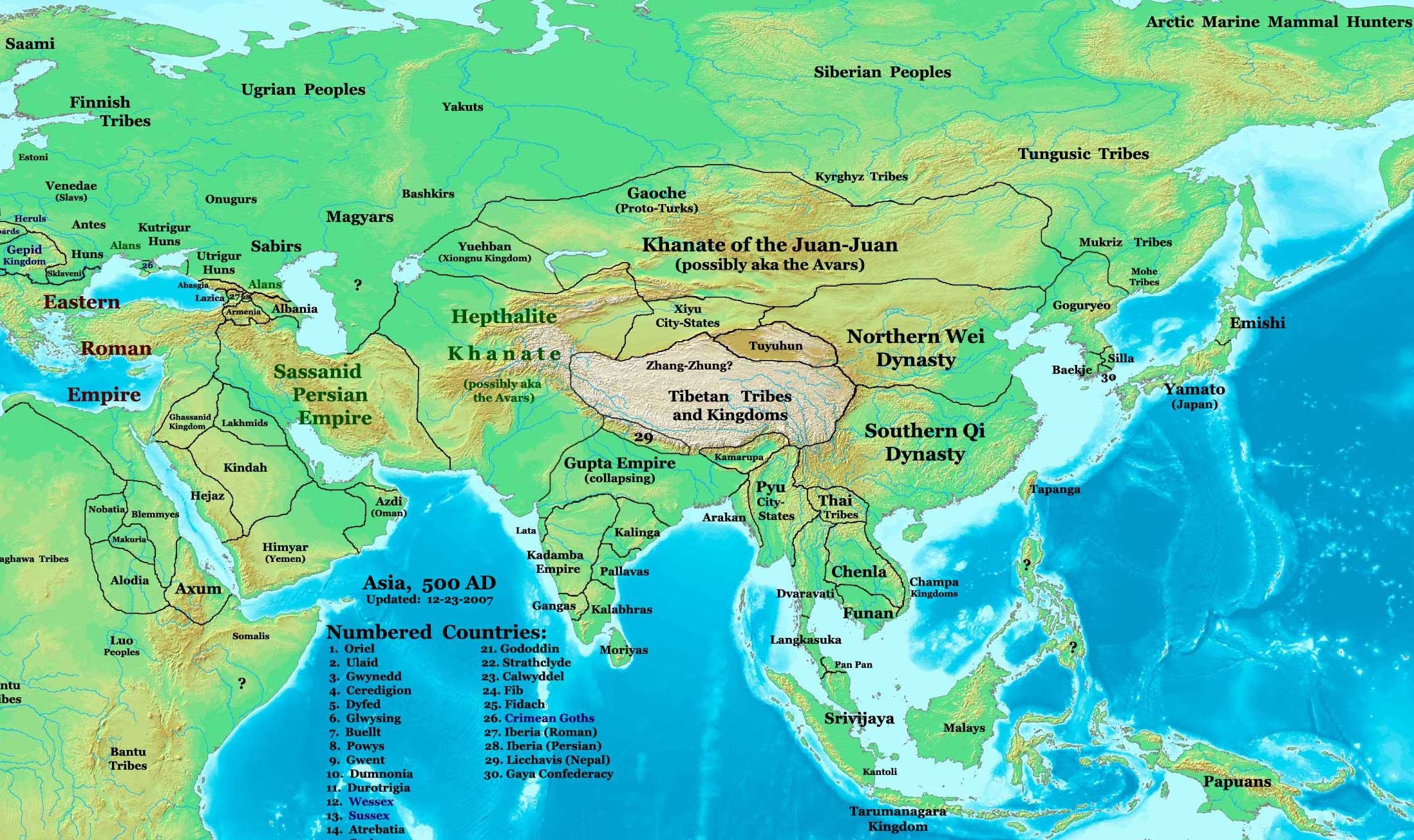
Châu Á vào năm 500 CN

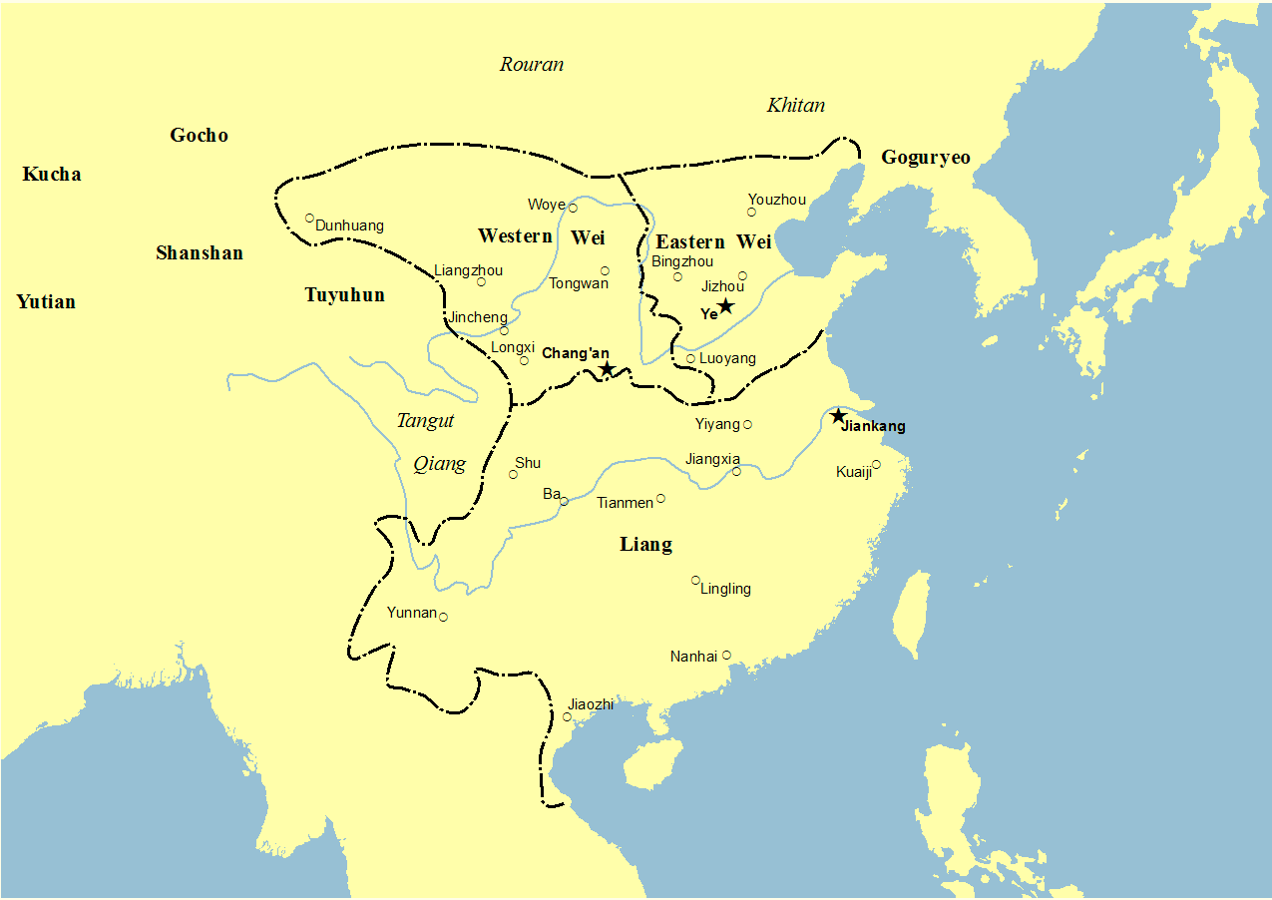
Tình hình Trung Quốc thời Bắc Nam triều

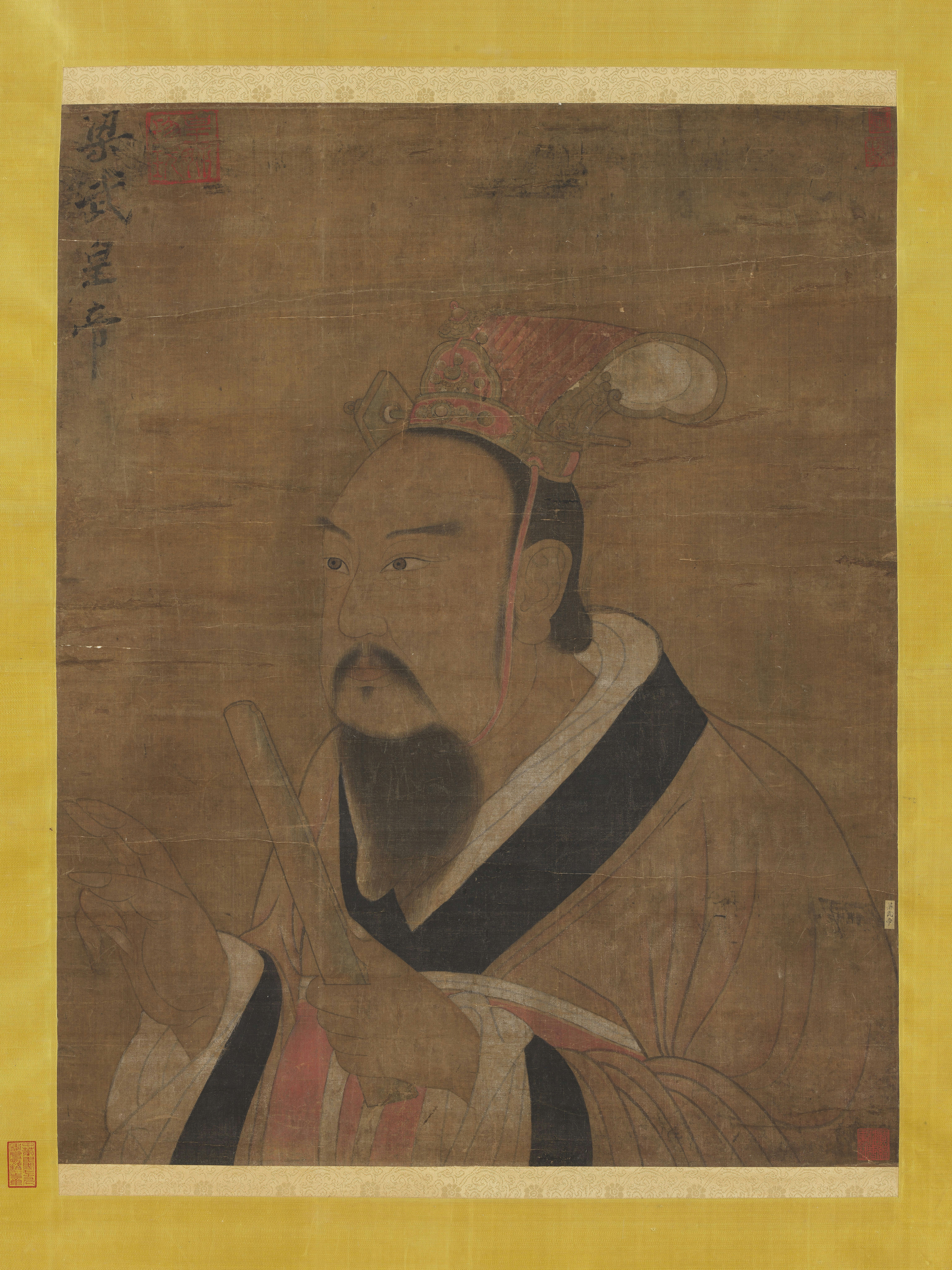
Lương Vũ Đế là người bảo trợ của Paramārtha ở Trung Quốc

Paramārtha sinh năm 499 CN tại vương quốc Malwa ở miền trung Ấn Độ, vào cuối triều đại Gupta. Tên thật của ông là Kulanātha, có nghĩa là "vị cứu tinh của gia đình", và cha mẹ ông là những Bà-la-môn thuộc gia tộc Bhāradvāja. Khi xuất gia, pháp danh của ông là Paramārtha có nghĩa là "chân lý tối thượng" (parama: cao nhất, artha: chân lý). Trong ngữ cảnh Phật giáo, điều này đề cập đến sự tuyệt đối, trái ngược với sự thật đơn thuần.
Paramārtha đã trở thành một tu sĩ Phật giáo ở Ấn Độ, rất có thể thuộc bộ phái Chính lượng bộ. Ông nhận được sự hỗ trợ từ hoàng gia cho chuyến đi truyền giáo, cụ thể là từ Bālāditya II hoặc Kumāragupta III. Người cai trị Maukhari Dhruvasena I có thể cũng đã ủng hộ Paramārtha, vì vương quốc của ông là một pháo đài nổi tiếng về giáo lý Yogācāra do Paramārtha ủng hộ.
Điểm đến đầu tiên của Paramārtha là vương quốc Phù Nam, hay Campuchia thời tiền Angkor. Tại Phù Nam, danh tiếng của Paramārtha ngày càng lớn đến mức Lương Vũ Đế đã cử sứ giả đi đón Paramārtha về Trung Quốc. Ông đã đến Trung Quốc qua ngõ Quảng Đông (khi đó gọi là Nam Hải) vào ngày 25 tháng 9 năm 546. Hoàn cảnh Paramartha đến kinh đô được Pao Kuei mô tả vào năm 597.
Ở Trung Quốc, Paramārtha làm việc với một nhóm dịch thuật gồm 20 cao tăng. Công việc của Paramartha bị gián đoạn bởi chiến loạn, và là từ sau cái chết của Lương Vũ Đế. Vài năm sau, Paramārtha đã có thể tiếp tục nỗ lực dịch thuật một cách nghiêm túc với nhóm dịch thuật của mình, bắt đầu với Kim quang minh kinh (Skt. Suvarṇaprabhāsa Sūtra ). Mặc dù thành công ở Trung Quốc, Paramārtha mong muốn trở lại Ấn Độ vào cuối đời, nhưng cảm thấy rằng hành trình quay trở lại phương Tây này sẽ là "không thể".  Thay vào đó, ông chấp nhận sự bảo trợ của Âu Dương Hà và tiếp tục nỗ lực dịch thuật với tốc độ nhanh chóng.  Trong phần lớn cuộc đời sau này của mình, Paramārtha tiếp tục mô hình liên tục dịch văn bản khi đi du lịch từ vùng này sang vùng khác ở Trung Quốc. Ông cũng tiếp tục xem xét các bản dịch cũ của mình để tìm bất kỳ lĩnh vực nào mà từ ngữ và ý nghĩa chung có xung đột với nhau.
Trong những năm cuối đời (562–569), Paramārtha cuối cùng cũng có được sự bảo trợ ổn định và có thể ở lại một nơi duy nhất để làm việc - Quảng Châu . Chính trong thời kỳ cuối này, ông và các đệ tử như Huikai, Tăng Tông (僧宗), Pháp Chuẩn (法准), và Tăng Nhẫn (僧忍), đã tạo ra những bản dịch quan trọng nhất, như Abhidharmakośabhāṣya và Mahāyānasaṃgraha. Trong thời kỳ sau này, Paramārtha đã trở nên nổi tiếng khắp miền nam Trung Quốc và có được sự ủng hộ của các đệ tử, nhiều người trong số họ đã đi rất xa để nghe những lời dạy của ông, đặc biệt là những lời dạy từ Mahāyānasaṃgraha.
Năm 569, ông qua đời ở tuổi 70 và một bảo tháp được xây dựng để vinh danh ông.